# Arrel d'una funció
Una arrel d'una funció {\displaystyle f(x)} és un element x del domini d'aquesta funció tal que
{\displaystyle f(x)=0\,}
Per aquesta raó a vegades també s'anomenen zeros de la funció.
Una arrel d'un polinomi és un zero de la seva funció polinòmica.
El teorema fonamental de l'àlgebra afirma que qualsevol polinomi no nul té, com a màxim, tantes arrels com indiqui el seu grau, i que el nombre d'arrels i el grau són iguals si hom considera les arrels complexes (o més en general, les arrels en una extensió algebraicament tancada) comptades amb les seves multiplicitats. Per exemple, el polinomi f de grau 2 definit per
{\displaystyle f(x)=x^{2}-5x+6}
té les arrels 2 i 3, ja que
{\displaystyle f(2)=2^{2}-5\cdot 2+6=0\quad {\text{ i }}\quad f(3)=3^{2}-5\cdot 3+6=0.}
Si la funció envia nombres reals a nombres reals, llavors els seus zeros són les coordenades x dels punts on la seva gràfica intersecta amb l'eix de les x.

## Solució d'una equació
Tota equació en la variable x es pot reescriure fàcilment com
f(x) = 0
si es reagrupen tots els termes a la banda esquerra de la igualtat. Per tant, les solucions d'una equació són exactament els zeros de la funció f. En altres paraules, trobar el "zero d'una funció" és una frase equivalent a trobar una "solució de l'equació obtinguda igualant la funció a 0", i l'estudi dels zeros de funcions és exactament el mateix que l'estudi de les solucions d'equacions.

## Arrels de polinomis
Tot polinomi real de grau senar té un nombre senar d'arrels reals (comptant les seves multiplicitats); de la mateixa manera, un polinomi real de grau parell ha de tenir un nombre parell d'arrels reals. En conseqüència, els polinomis reals senars han de tenir almenys una arrel real (perquè 1 és l'enter senar més petit), mentre que els polinomis parells poden no tenir-ne cap. Aquest principi es pot demostrar mitjançant el teorema del valor intermedi: com que les funcions polinòmiques són contínues, el valor de la funció ha de creuar el 0 en el procés de canviar de negativa a positiva o viceversa.

### Teorema fonamental de l'àlgebra
El teorema fonamental de l'àlgebra afirma que tot polinomi de grau n té n arrels complexes, comptades amb les seves multiplicitats. Les arrels no reals dels polinomis amb coeficients reals conformen parelles complexes conjugades. Les fórmules de Viète relacionen els coeficients d'un polinomi amb sumes i productes de les seves arrels.

## Càlcul d'arrels
Per tal de calcular les arrels de funcions, per exemple funcions polinòmiques, hom necessita l'ús de tècniques especialitzades o d'aproximació (com per exemple, el mètode de Newton). Tot i això, per a algunes funcions polinòmiques, incloent-hi aquelles de grau no superior a 4, es poden trobar totes les seves arrels algebraicament en termes dels seus coeficients.

## Conjunt de zeros
En topologia i altres àrees de les matemàtiques, el conjunt de zeros d'una funció real f : X → R (o més en general, una funció que pren els seus valors en algun grup additiu) és el subconjunt {\displaystyle f^{-1}(0)} de X (l'antiimatge de {0}).
Els conjunts de zeros són importants en moltes àrees de les matemàtiques. Una àrea d'especial importància és la geometria algebraica, on la primera definició d'una varietat algebraica és mitjançant conjunts de zeros. Per exemple, per a cada conjunt S de polinomis en {\displaystyle k[x_{1},...,x_{n}]}, hom defineix Z(S) com el conjunt de punt de An en els quals les funcions de S prenen totes el valor 0; és a dir,
{\displaystyle Z(S)=\{x\in \mathbb {A} ^{n}\mid f(x)=0{\text{ per a tot }}f\in S\}.}
Llavors un subconjunt V de An s'anomena conjunt algebraic afí si {\displaystyle V=Z(S)} per a algun S. Aquests conjunts algebraics afins són els elements principals per a la construcció de la geometria algebraica.